# Episodi di Highlander (sesta stagione)
La sesta e ultima stagione della serie televisiva Highlander è stata trasmessa in prima visione in syndication in Canada dal 5 ottobre 1997 al 16 maggio 1998.
In Italia la serie è stata trasmessa su Canale 5 ed Italia 1 tra il 1998 ed il 1999.
| N° | Titolo inglese      | Titolo italiano      | Prima TV USA     | Prima TV Italia |
| -- | ------------------- | -------------------- | ---------------- | --------------- |
| 1  | Avatar              | Il guerriero         | 5 ottobre 1997   | 1998            |
| 2  | Armageddon          | Armageddon           | 11 ottobre 1997  | 1998            |
| 3  | Sins of the Father  | Il peccato del padre | 18 ottobre 1997  | 1998            |
| 4  | Diplomatic Immunity | Immunità diplomatica | 25 ottobre 1997  | 1998            |
| 5  | Patient Number 7    | Paziente numero 7    | 1º novembre 1997 | 1998            |
| 6  | Black Tower         | La torre nera        | 8 novembre 1997  | 1998            |
| 7  | Unusual Suspects    | Insoliti sospetti    | 15 novembre 1997 | 1998            |
| 8  | Justice             | Giustizia            | 22 novembre 1997 | 1998            |
| 9  | Deadly Exposure     | La foto              | 31 gennaio 1998  | 1999            |
| 10 | Two of Hearts       | Due di cuori         | 14 febbraio 1998 | 1999            |
| 11 | Indiscretions       | Indiscrezioni        | 2 maggio 1998    | 1999            |
| 12 | To be               | Essere               | 9 maggio 1998    | 1999            |
| 13 | Not to be           | Non essere           | 16 maggio 1998   | 1999            |

## Il guerriero
- Titolo originale: Avatar
- Diretto da: Dennis Berry
- Scritto da: David Tynan

### Trama
Ogni mille anni, il demone Zoroastriano Ahriman ritorna sulla Terra per devastarla. Egli ha già portato distruzione nel mondo di Duncan MacLeod, avendo causato la morte di Richie per mano di Duncan. Ma ora MacLeod ritorna a Parigi per adempiere al suo ruolo di Campione e distruggere Ahriman. Sophie Baines sa come sconfiggere il demone, ma c'è il dubbio che lei sia una alleata di MacLeod o una pedina nel gioco di Ahriman.
- Guest Star: Rachel Shelley (Sophie Baines), Danny Dyer (Andrew), Odile Cohen, Peter Hudson (James Horton)

## Armageddon
- Titolo originale: Armageddon
- Diretto da: Richard Martin
- Scritto da: Tony DiFranco

### Trama
Con l'aiuto di Padre Beaufort e Joe Dawson, alla fine MacLeod inizia a trovare il punto debole di Ahriman, ma subito egli capisce, insieme a Dawson, che tutti quelli che aiutano il Campione iniziano a divenire giocattoli per il demone. Joe è lacerato dai sensi di colpa per gli amici Osservatori che sono stati assassinati da Ahriman, mentre Padre Beaufort deve combattere con i suoi demoni interiori. Nemmeno il terreno consacrato viene escluso da questi combattimenti, tant'è che proprio in uno di questi MacLeod combatte la sua ultima battaglia contro Ahriman.
- Guest Star: Valentine Pelka (Kronos), Jean-Yves Thual (Ahriman), Dudley Sutton (Padre Beaufort), Terence Beesley (Jackie Beaufort), Jean-Yves Thual (Ahriman), Peter Hudson (James Horton), Jim Byrnes (Joe Dawson)

## Il peccato del padre
- Titolo originale: Sins of the Father
- Diretto da: Dennis Berry
- Scritto da: James Thorpe

### Trama
Quando un amico di Duncan viene ucciso nell'esplosione della propria vettura, Highlander cerca di rintracciare l'assassino e si imbatte in Alex Raven, una bella Immortale decisa ad adempiere ad una promessa risalente alla seconda guerra mondiale e non importa chi si trova sulla sua strada.
- Guest Star: Dara Tomanovich (Alex Raven), Charles Daish, John Scarborough (Giorgio Tommaso), Joe Searby (Gerald LeBlanc), Ian Richardson (Max Leiner)

## Immunità diplomatica
- Titolo originale: Diplomatic Immunity
- Diretto da: Richard Martin
- Scritto da: James Thorpe

### Trama
Malversatore, incantatore e truffatore straordinario, l'Immortale Willie Kingsley ha la capacità di trasformare la sua capacità di non morire in truffe straordinarie (flashback: Londra, 1836; Londra, 1969). Ma quando la sua ultima truffa si conclude in maniera drammatica, nella morte della moglie Molly (Anita Dobson), Willie si reca da Duncan MacLeod per cercare aiuto nel ritrovare il suo assassino. MacLeod vuole giustizia; Willie vuole vendetta.
- Guest Star: Jasper Britton (Willie Kingsley), Anita Dobson (Molly Ivers), Ed Bishop (Edoardo Banner), Alexis Denisof (Steve Banner)

## Paziente numero 7
- Titolo originale: Patient Number 7
- Diretto da: Dennis Berry
- Scritto da: David Tynan

### Trama
Polizia alle costole, assassini sulle sue tracce, Kyra è in fuga, senza ricordare chi e cosa lei sia. Sulle strade di Parigi, si scontra con Duncan MacLeod, il quale le racconta una storia incredibile: lui e lei una volta furono amanti, all'incirca tre secoli prima (flashback: Francia, 1640). Che lei era una guerriera, un soldato. Che lei è Immortale. Kyra non crede nemmeno ad una parola di quello che sente, ma se non è vero, allora resta la domanda del perché qualcuno è a caccia della sua testa.
- Guest Star: Alice Evans (Kyra), Michael Halsey (Milos Vladic), Mark Leadbetter, Donald Standen (Richard Albright)

## La torre nera
- Titolo originale: Black Tower
- Diretto da: Richard Martin
- Scritto da: Morrie Ruvinsky

### Trama
Quattrocento anni prima (flashback: Scozia, 1634), Devon Marek era un aristocratico viziato con la passione per la caccia. Il suo primo maestro, Duncan MacLeod, lo costrinse ad abbandonare le sue terre e il suo titolo nel momento che diviene un Immortale, e questo Marek non glielo ha mai perdonato. Ora Marek ha costruito un nuovo impero ed è pronto a dare la caccia alla più pericolosa delle prede: MacLeod. Ossessionato dalla vendetta, Marek imprigiona l'Highlander in un grattacielo pieno di uffici vuoti con una squadra di assassini mercenari che gli danno la caccia.
- Guest Star: Andrew Bicknell (Devon Marek), Rochelle Redfield (Margo), Alexi Kaye-Campbell (Dado), Luca D'Silva e Julius D'Silva (fratelli Montoya)

## Insoliti sospetti
- Titolo originale: Unusual Suspects
- Diretto da: Dennis Berry
- Scritto da: Morrie Ruvinsky

### Trama
È il 1929, e Hugh Fitzcairn sta assaporando i sapori della vita da Lord inglese. Egli ha dei buoni amici, una bella moglie, servitori fedeli, fino a che una delle persone a lui vicino lo uccidono. Ora, con l'aiuto del suo vecchio amico Duncan MacLeod, Fitz è deciso a scoprire l'identità del suo assassino prima che ci siano altri cadaveri. 
- Guest Star: Roger Daltrey (Hugh Fitzcairn), Cleo Rocos (Juliette), Hugh Simon (Percy Tynebridge), Nicholas Clay (Loxley), Malcolm Rennie (Drimble), Claire Keim (Marie)

## Giustizia
- Titolo originale: Justice
- Diretto da: Richard Martin
- Scritto da: Michael O'Mahoney, Sasha Reins

### Trama
Quando la figlia adottiva dell'Immortale Katya viene uccisa, i giurati della corte lasciano che l'uxoricida la passi liscia. Ora Katya è diventata un angelo vendicatore, determinata a fare giustizia ad ogni costo, ma MacLeod dovrà cercare di convincerla che la giustizia e la vendetta non sono la stessa cosa. Flashback: Buenos Aires, 1958, 1996; Inghilterra 1362. 
- Guest Star: Justina Vail (Katya), Grant Russel (Armando Baptista), Diane Bellego (Elena Moreno), Matthew Radford Davies (Guglielmo di Goffredo)

## La foto
- Titolo originale: Deadly Exposure
- Diretto da: Dennis Berry
- Scritto da: James Thorpe

### Trama
La cacciatrice di taglie Reagan Cole si trova a Parigi in vacanza con Duncan MacLeod; quello che ottiene è un intrigo internazionale, un modello in mutande, e un terrorista con un milione di dollari di taglia sulla propria testa. Flashback: Londra, 1833
- Nota: Questo episodio e quello successivo (Due di cuori) furono degli episodi "di prova" per valutare l'idea dello spin-off  Highlander: The Raven dove la protagonista della serie era una immortale di sesso femminile.[senza fonte]
- Guest Star: Sandra Hess (Reagan Cole), Christian Erickson (Jack Kendall), Bob Cryer, Sam Douglas (Baxter), Brian Protheroe (Bannock), David Hill (Rowan Mitchell)

## Due di cuori
- Titolo originale: Two of Hearts
- Diretto da: Richard Martin
- Scritto da: James Thorpe

### Trama
Secoli fa (flashback: Inghilterra, 1270), Bartholomew manda migliaia di persone a morire nelle Crociate, ammassando contemporaneamente una fortuna in nome di Dio. Ora Katherine è determinata a prendere la sua testa - se solo riesce ad impedire a suo marito mortale a non interferire nel Gioco.
- Nota: In questo episodio, come nel seguente, non appare MacLeod. In questo in realtà non compare nessun componente del cast regolare.
- Guest Star: Steven O'Shea (Nick Sutherland), Jack Ellis (Bartholomew), Claudia Christian (Katherine)

## Indiscrezioni
- Titolo originale: Indiscretions
- Diretto da: Dennis Berry
- Scritto da: James Thorpe

### Trama
Methos e Joe Dawson uniscono le proprie forze quando fatti del passato mettono a rischio i propri cari nel presente. Morgan Walker ha covato dell'odio nei confronti di Methos per due secoli e ora finalmente ha l'occasione di ottenere la propria vendetta rapendo la figlia di Joe, Amy. In questa puntata Duncan Macleod non appare.
- Guest Star: Benedick Blythe (Morgan Walker), Louise Taylor (Amy)

## Essere
- Titolo originale: To be
- Diretto da: Richard Martin
- Scritto da: David Tynan

### Trama
MacLeod fa il sacrificio estremo della propria vita per salvare quella di Amanda e Joe Dawson, e quindi si ritrova con il suo vecchio amico Hugh Fitzcairn, a dare uno sguardo a come sarebbe stato il mondo, e le vite dei suoi amici, se lui non fosse mai esistito.
- Guest Star: Roger Daltrey (Hugh Fitzcairn), Martin McDougall (Liam O'Rourke), Peter Hudson (James Horton)

## Non essere
- Titolo originale: Not to be
- Diretto da: Dennis Berry
- Scritto da: David Tynan

### Trama
Fitz è morto tre secoli fa, Horton ha ottenuto il controllo degli Osservatori, Joe Dawson è stato ridotto a uno squattrinato vagabondo depresso, Amanda è una vedova nera e Methos si è riunito a Kronos ed agli altri Cavalieri dell'Apocalisse per vendicare la morte della sua fidanzata. Richie è entrato a fare parte dei Cavalieri, ma Methos lo uccide dopo che egli non è riuscito ad uccidere Dawson, il quale è riuscito a convincere Richie che questa non è la vita che egli avrebbe desiderato. Tessa è viva, ma sposata ad un altro uomo. Macleod prova a cercare l'amore in Tessa, ma capisce che quello che sta tentando di fare è sbagliato. Egli sfida Methos e lo uccide. Fitz giunge infine a dire che questo è o sarebbe stato il mondo se Macleod non fosse mai nato. Dawson, Amanda e Methos non sapranno mai come si sentirebbero se Macleod non fosse stato lì per loro.
- Nota: Le inquadrature relative all'edificio dove vive Tessa in questo episodio sono quelle riutilizzate per l'edificio utilizzato da Xavier St. Cloud quando fu decapitato da Duncan Macleod nell'episodio Alleanza Omicida: Parte 2.

- Guest Star: Stan Kirsch, Roger Daltrey, Martin McDougall, Peter Hudson (James Horton), Valentine Pelka (Kronos), Alexandra Vandernoot (Tessa Noël)